# Caerostris vicina
Caerostris vicina är en spindelart som först beskrevs av John Blackwall 1866.  Caerostris vicina ingår i släktet Caerostris och familjen hjulspindlar. Inga underarter finns listade.